# اولگا کرملوا
اولگا کرملوا (انگلیسی: Olga Kremleva؛ زادهٔ ۹ اکتبر ۱۹۷۴) بازیکن فوتبال اهل اتحاد جماهیر شوروی سوسیالیستی است.
وی همچنین در تیم ملی فوتبال زنان روسیه بازی کرده‌است.